# Signe fixe
En astrologie, on appelle signe fixe un signe du zodiaque qui se trouve au milieu d'une saison. Les quatre signes fixes sont ainsi le Taureau (printemps), le Lion (été), le Scorpion (automne) et le Verseau (hiver).
Dans un thème astrologique, « une nette prédominance de Fixe au détriment de Cardinal et de Mutable dénote un caractère stable, ferme, résistant, consistant, patient, endurant, obstiné, intolérant »
.